# 밤색배티티
밤색배티티(Callicebus caligatus)는 신세계원숭이에 속하는 티티원숭이의 일종이다. 남아메리카의 브라질에서 발견된다.